# Ugo Pasquale Mifsud
Ugo Pasquale Mifsud (12 settembre 1889 – 11 febbraio 1942) è stato un politico maltese, due volte Primo ministro di Malta  nel periodo coloniale britannico dal 1924 al 1927 ed ancora dal 1932 al 1933.

## Biografia
Figlio del giudice Gio Batta Mifsud e di Philomena Marianna Muscat, Ugo P. Mifsud studiò al Lyceum e alla Royal University di Malta, laureandosi in giurisprudenza nel 1910. Sposò Maria Beatrice ("Blanche") Francia nel 1928.
Specializzato in diritto internazionale, Ugo P. Mifsud ha pubblicato su importanti riviste internazionali come la London International Law Notes e fu nominato membro dell'International Law Association, con sede a Bruxelles, partecipando attivamente alle sue conferenze internazionali biennali. Nel 1928 Mifsud presiedette il comitato di diritto aereo e radiofonico in una conferenza a Varsavia e rappresentò Malta in una conferenza dell'Associazione parlamentare dell'Impero in Canada. Nel 1934 presiedette il comitato dei marchi durante una conferenza a Budapest.
Quando Sir Filippo Sciberras riunì un'assemblea legislativa maltese per redigere una Costituzione liberale da sottoporre al governo coloniale britannico, Mifsud fu eletto segretario della seduta. Alle elezioni del 1921 ai sensi della Costituzione Amery-Milner, Mifsud fu eletto in parlamento per l'Unione Politica Maltese (UPM).
Nel 1924, a 35 anni, Mifsud successe a Francesco Buhagiar, diventando il più giovane Primo Ministro dell'Impero britannico. In seguito alla fusione dell'UPM con il PDN di Enrico Mizzi, nel 1926 Ugo P. Mifsud divenne co-leader del Partito Nazionalista. Nel 1927 fu nominato cavaliere.
Sir Mifsud fu rieletto alle elezioni del 1927 e del 1932, ottenendo un nuovo mandato di governo fino al 1933, quando la Costituzione del 1921 fu sospesa dalle autorità coloniali britanniche. 
Durante questo periodo, nel 1932, Mifsud viaggiò con una delegazione a Londra per presentare un memorandum al Segretario di Stato per le colonie, Sir Philip Cunliffe Lister, con una richiesta formale che Malta fosse posta sotto l'Ufficio dei Dominion come membro indipendente del Commonwealth.
Nello stesso periodo, Sir Ugo Mifsud ha anche ricoperto diversi portafogli ministeriali: Ministro dell'agricoltura e della pesca (1921-1922, 1923–24), Ministro delle poste (1921–22, 1923–24), Ministro dell'industria e del commercio (1921-1924 , 1932-1933), Ministro delle finanze (1924-1926), Ministro della giustizia (1926-1927, 1932-1933).
Nel 1939 Sir Ugo Mifsud fu eletto membro del Consiglio di governo. Durante la seconda guerra mondiale fu, assieme a Giorgio Borg Olivier, l'unico membro nazionalista del Parlamento maltese. Si oppose a lungo alla deportazione nei campi di concentramento britannici in Uganda di Enrico Mizzi e di altri maltesi accusati di attività politiche filo-italiane.
Il 9 febbraio 1942, mentre il Consiglio discuteva, con urgenza, sull'intenzione del governo britannico di espellere diversi cittadini maltesi, Sir Ugo Mifsud subì un attacco di cuore mentre stava pronunciando un discorso contro l'intenzione del governo. Morì due giorni dopo. È sepolto nel cimitero di Lija.
In occasione del 21º anniversario della sua morte, un monumento di marmo fu eretto in sua memoria a Floriana.